# Renato Nicetto
Renato Nicetto (Padova, 21 giugno 1938 – Padova, 21 settembre 2017) è stato un dirigente sportivo italiano, presidente della Federazione Italiana Canottaggio dal 2005 al 2008.

## Carriera
Dal 1966 al 2004, è stato consigliere e vice-presidente della Canottieri Padova. Dal 1972 al 1984, ha ricoperto il ruolo di vice-presidente del Comitato Regionale Veneto della Federazione Italiana Canottaggio. Successivamente dal 1984 al 2004 è stato consigliere della Federazione Italiana Canottaggio. 
Per tre anni dal 2005 al 2008 è stato presidente della Federazione Italiana Canottaggio. Dal 1993 al 2008 è stato Responsabile dell'Area Tecnica della FIC.
Come Team Leader ha preso parte a quattro Olimpiadi; Atalanta 1996, Sydney 2000, Atene 2004, Pechino 2008.